# Saponi
Els saponi són una de les tribus que parlaven una de les llengües sioux orientals, relacionats amb els tutelos, occaneechi, monacan, manahoac i altres pobles sioux orientals. La seva pàtria ancestral era a Carolina del Nord i Virginia. La tribu es va creure durant molt de temps extinta, ja que els seus membres van emigrar al nord per fusionar-se amb altres tribus. Va desaparèixer dels registres històrics com a tribu a la fi del segle xviii.
Alguns grups contemporanis d'amerindis que afirmen descendir dels saponi històrics es troben a Carolina del Nord, Ohio, i a diversos altres estats.

## Història prèvia a la Revolució
L'antropòleg John Reed Swanton està d'acord amb James Mooney, Hale, Bushnell i altres estudiosos que els saponi eren probablement els Monasuccapanough, un poble esmentat com a tributari dels monacans pel capità John Smith en 1608. El seu llogaret principal, com es descriu a continuació, es creu que ha estat als voltants de l'actual Charlottesville (Virginia).
El primer contacte conegut entre exploradors europeus i saponis va ser en 1670, quan John Lederer va trobar el seu poble del riu Staunton a Otter Creek, al sud-oest de Lynchburg (Virgínia). En 1671 Thomas Batts i Robert Fallam va dirigir una expedició que va passar pel mateix poble, així com un segon a Long Island, en l'actual comtat de Campbell, Virgínia. Aquí els colons durant la rebel·lió de Bacon en 1676 van atacar els saponi, així com als estretament relacionats occaneechi, sense cap justificació. Els colons estaven prenent represàlies per les batudes portades a terme pels no relacionats doeg.
Gairebé delmats, els saponi es van traslladar a tres illes a la confluència dels rius Dan i Staunton a Clarksville amb els seus aliats occaneechis, tutelos, i nahyssans.
Pel 1701 els saponi i tribus aliades, sovint conegudes col·lectivament com a "Saponi" o "Tutelo," havien començat a moure's cap a la ubicació de l'actual Salisbury (Carolina del Nord) per a distanciar-se de la frontera colonial. Pel 1711 eren just a l'est del riu Roanoke i a l'oest de la moderna Windsor (Carolina del Nord). El 1714, el governador Spotswood els va traslladar al voltant de Fort Christanna a Virgínia. Les tribus acordaren això per a la protecció de les tribus hostils. Encara que en 1718 la House of Burgesses va votar a favor d'abandonar la fortalesa i l'escola, les tribus sioux van continuar allotjant-se en aquesta zona durant molt temps. A poc a poc es van allunyar en petits grups durant els anys 1730-1750.
Un registre de 1728 indica que el coronel William Byrd II va fer una topografia de la frontera entre Virgínia i Carolina del Nord, guiada per Ned Bearskin, un caçador saponi. Byrd va assenyalar diversos camps abandonats de blat de moro, el que indicava una alteració greu entre les tribus locals. El 1740, la majoria dels saponi i tutelos es traslladaren a Shamokin, Pennsilvània. Es van rendir als iroquesos i es van unir a aquests últims a Nova York. Van ser adoptats formalment per la Nació Cayuga en 1753.
Es van observar bandes més petites a Pennsylvania en data tan tardana com 1778. Alguns estaven encara a Carolina del Nord molt més tard. Atès que la majoria dels iroquesos lluitaren del costat dels britànics a la Guerra d'Independència dels Estats Units, després de la victòria dels Estats Units saponis i tutelos que s'havia unit als iroquesos van ser obligats amb ells a l'exili al Canadà. Després d'aquest punt, la història va quedar en silenci sobre la tribu.

## Política d'identitat racial després de la Revolució Americana
És evident que els saponi es van barrejar per matrimoni. En algunes de les primeres colònies espanyoles i portugueses, mulat significava mestís d'africà i amerindi, però en virtut de la tradició anglesa, va venir a significar persones d'ascendència europea i africana. A Maryland els registres conservats de l'Església Catòlica van mostrar com els seus feligresos indis s'identificaven, independentment de la seva ascendència ètnica. A causa que a Carolina del Sud imposava als esclaus amerindi una taxa menor que als esclaus africans en 1719, la colònia havia legislat que "tots els esclaus que no són del tot amerindis, es comptabilitzaran com a negree". Després de la decisió legal en Hudgins v. Wright de 1808, Virgínia tendia a classificar a les persones d'ascendència mixta africana i ameríndia com a 'negres'. El govern colonial i els primers governs dels Estats Units van fracassar en general a reconèixer com les persones s'identificaven culturalment. El problema es va fer més greu en el segle xix, el que porta a molts desacords acadèmics sobre la identitat dels nombrosos registrats com a negres lliures o persones lliures de color.
"Mestissos" i "mulats" podrien ser persones amb part d'ascendència ameríndia. Probablement, un mestís era part principalment afroamericà i amerindi, i un mulat era generalment part europeu i amerindi. En aquest moment, els censos federals no tenien classificació d'amerindi, i no demanaven als censats amb quina cultura s'identificaven. Una mica d'història de finals del segle XX els investigadors genealògics i històrics han trobat que un alt percentatge de persones identificades com a "negres lliures" o "gent lliure de color" (quan no hi va haver designació d'amerindis) en els censos federals de 1790-1810 a Carolina del Nord eren descendents de les famílies de persones classificades com afroamericans lliures a la Virgínia colonial. Això va ser documentat a través d'una àmplia investigació en els registres colonials de Virgínia i la colònia de la badia de Chesapeake Colònia, inclosos els registres de tribunals, títols de propietat, testaments i manumissió. Alguns afroamericans lliures eren descendents d'esclaus africans alliberats ja a mitjans del segle xvii. A les primeres dècades del segle xix les famílies lliures tenien molts descendents. En algunes àrees, els descendents de pell més clara formaren comunitats tancades en què deien a si mateixos o es coneixen com a indis, portuguesos o un d'una varietat de termes, com ara melungeon. En alguns casos, els descendents es van casar més en una o altra de les seves comunitats ancestrals, esdevenint cada vegada més blanc, negre o indi.
Les qüestions sobre la identitat es van fer més confuses al segle xx, ja que tant Carolina del Nord com Virgínia van adoptar "regles d'una sola gota" relacionades amb les seves lleis de segregació racial, que classifiquen a totes les persones com a blanques o negres (essencialment, tots els altres). Es classifica com a negre qualsevol persona amb qualsevol ascendència negra, sense importar-ne la quantitat. Walter Ashby Plecker, el secretari de l'Oficina d'Estadístiques Vitals de Virgínia, es va fer notable per l'emissió d'ordres per canviar els registres de naixement de persones les famílies de les quals havien decidit intentar passar com a indi per evitar ser classificats com a negres. A causa de la seva aplicació de la Llei d'Integritat Racial, els registres de molts pobles identificats amerindis van ser canviats sense el seu consentiment, i, sovint sense el seu coneixement.

## Llengua
D'acord amb William Byrd II, els saponi parlaven la mateixa llengua siouan que els occaneechi i els Steganaki (o Stuckenock). Probablement va ser la mateixa que parlaven els Meipontsky, una tribu menor "... esmentada només en l'informe de la conferència d'Albany de 1722 ...." En el moment que es van registrar les dades lingüístiques aquestes tribus sioux orientals relacionadess s'havien instal·lat al costat de Fort Christanna al comtat de Brunswick (Virgínia), on els colons de vegades es refereixen a ells com els "indis de Christanna". El tutelo va ser força ben registrat per Horatio Hale. Al segle XXI està sent utilitzat pels occaneechi com a base per al renaixement de la llengua tutelo-occaneechi, també anomenada Yésah.
El dialecte saponi es coneix a partir de només dues fonts. Una d'elles és una llista de 46 termes i frases gravades per John Fontaine a Fort Christanna en 1716. Conté una sèrie de termes que revelen que podria ser pràcticament el mateix idioma que va registrar Hale. L'altra font són alguns noms de rierols traduïts assenyalades per William Byrd II en el seu History of the Dividing Line betwixt Virginia and North Carolina en 1728. La minsa llista de Byrd també va resultar d'incloure diversos noms de tribus indígenes no relacionades.

## Reconeixement estatal en el segle XX

### Carolina del Nord
Tres grups, cadascun reconegut per l'estat de Carolina del Nord, afirmen descendir dels històrics saponi. Les persones conegudes com a indis de Comtat de Person van ser reconeguts per Carolina del Nord en 1911 com una tribu ameríndia. També coneguts amb el nom d'Associació Índia Cherokee-Powhatan, que és enumerada per la Nació Cherokee d'Oklahoma com un grup cherokee fals i que el 2003 van canviar oficialment el seu nom pel de Sappony.
Els Haliwa-Saponi, un grup basat principalment alls comtats de Halifax i Warren, és una altra banda ameríndia reconeguda formalment per Carolina del Nord (1965). Fou fundada el 1965 sota el nom de Haliwanash Indian Club. Van canviar el seu nom per incloure una referència als històrics saponi el 1979. "El seu nom oficial és Haliwa, una contracció creada dels noms dels comtats de Halifax i Warren. Molts dels indis en aquest grup no accepten el terme Haliwa i es refereixen a si mateixos com a cherokee encara que el terme Haliwa està guanyant més acceptació segons passa el temps. Aquesta tribu apareix de la investigació que he fet, que són les restes dels tuscarores de Carolina del Nord. En qualsevol cas, sembla que els Haliwa són restes dels tuscarores neutrals" segons el professor cherokee Robert K. Thomas el 1978. Hi havia una mica d'atenció dels mitjans per a aquest grup quan es van tergiversar ells mateixos en dir que tenien opinió i aprovació del consell tribal d'un préstec aprovat per $ 700.000 i una subvenció HUD de 600.000 dòlars a fons perdut. Els Auditors de Carolina del Nord es van involucrar durant aquest temps.
La Banda Occaneechi de la Nació Saponi va ser reconeguda per l'estat de Carolina del Nord el 4 de febrer de 2002. Fundada el 1984 com a Associació Índia Eno-Occaneechi. El 1995 va afegir Saponi al seu nom.
Tant els indis del comtat de Person/Sappony i la Tribu Haliwa-Saponi de Carolina del Nord en un moment van ser classificats per alguns antropòlegs entre els grups coneguts com a triracials aïllats. S'han observat que els membres tenien (o reclamaven) ascendència europea, africana i ameríndia en major o menor grau. Alguns d'aquests grups es van assentar i van crear comunitats en les zones de frontera i en àrees frontereres dels estats del sud.
Aquestes dues comunitats destacaquen la identificació cultural amb els amerindis històrics. Els nous membres s'aculturaren en aquesta tradició al segle xix, un procés conegut com a etnogènesi. Les seves sol·licituds de reconeixement com a tribus d'indis americans van ser aprovades per l'estat de Carolina del Nord en 1911 i 1965, respectivament.

### Ohío
Els saponi d'Ohío no estan reconguts, ja que Ohio no té un procés de reconeixement estatal. La família Collins ha estat coneguda per ser saponi molt abans que el 1978 els membres d'aquest grup començaren a usar la denominació saponi més que els membres de qualsevol altre grup. "Hi ha prou evidència que Collins és un nom de família Saponi", escriu el professor cherokee Robert K. Thomas.

### Altres estats
Diversos altres grups i organitzacions que reclamen ascendència saponi són la Banda Mahenips de la Nació Saponi a les remotes muntanyes Ozark, amb seu a West Plains (Missouri); l'Associació Descendents Saponi basat en Texas; la Nació Manahoac Saponi Mattamuskeet amb seu a Geòrgia; i la Nació Saponi d'Ohio.
A més, les comunitats, com ara wka indis Carmel de Carmel, Ohio; i un grup del comtat de Magoffin (Kentucky) afirmen ser descendents dels saponi. També identifiquen com melungeon, un grup històric de raça mixta.